# 差額室料
差額室料（さがくしつりょう）とは、日本の公的医療保険において、診療の際に特別の設備を利用した場合に患者が負担する費用のことをいう。差額室料を要する病室を特別療養環境室（通称「特別室」）といい、一般的には差額ベッド代の呼称も用いられる。
法令上に位置づけられたのは1984年（昭和59年）の改正法施行時であるが、実際にはそれ以前から各医療機関において運用されてきた。1984年に特定療養費の一として導入され、2006年の改正法施行により保険外併用療養費（選定療養の一）に置き換えられた。なお1994年（平成6年）の診療報酬改訂により、従来の「特別の病室の提供」と「療養型病床群に係る特別の療養環境の提供」を「特別の療養環境の提供」として一本化（療養型病床群で認められていた「特別の療養環境の提供」を一般の病床に拡大する趣旨）している。また2020年（令和2年）の改正により外来診療にも差額室料の徴収が認められることとなった。
東京大学医学部附属病院では、国立大学の法人化に伴い増収の必要に迫られ、2001年（平成13年）に完成した入院棟について高額な差額ベッドは値下げし、医療現場でも差額ベッドを積極的に勧めてきた結果、差額ベッドの稼働率を大幅に増加させた。診療報酬は、診療行為ごとに一律に設定されているため、病院にとって、差額ベッドは数少ない利益増収策の一つである。

## 概説

### 入院診療
療養環境の向上に対するニーズが高まりつつあることに対応して、患者の選択の機会を広げるために、より一層良好な療養環境を提供する以下の要件を満たす病床について保険医療機関（2006年までの特定承認保険医療機関を含む。以下同じ）の病床数の5割まで患者に妥当な範囲の負担を求めることを認めることとしたものである。ただし、特定機能病院以外の保険医療機関であって、国又は地方公共団体が開設するものにあっては、その公的性格等にかんがみ、国が開設するものにあっては病床数の2割以下、地方公共団体が開設するものにあっては病床数の3割以下とする。療養環境については、患者が特別の負担をする上でふさわしい療養環境である必要があり、次の要件を充足するものでなければならない（平成6年3月16日保険発第26号、令和2年3月5日保医発0305第5号）。
- 特別の療養環境に係る一の病室の病床数は4床以下であること。
- 病室の面積は一人当たり6.4平方メートル以上であること。
- 病床ごとのプライバシーの確保を図るための設備を備えていること。
- 特別の療養環境として適切な設備を有すること[6]。

実施上の留意点として、特別療養環境室へ入院させた場合においては、次の事項を履行するものであること（保険医療機関及び保険医療養担当規則第5条の4、令和2年3月5日保医発0305第5号）。制度開始当初より料金の明示・患者の同意・文書への署名等々の事項は特定療養費・保険外併用療養費制度における通則が定められていて、差額室料の徴収についてもこれに則り、趣旨の徹底を図っている。
- 保険医療機関内の見やすい場所、例えば、受付窓口、待合室等に特別療養環境室の各々についてそのベッド数、特別療養環境室の場所及び料金を患者にとって分かりやすく掲示しておくこと。
- 特別療養環境室への入院を希望する患者に対しては、特別療養環境室の設備構造、料金等について明確かつ懇切丁寧に説明し、患者側の同意を確認のうえ入院させること。
- この同意の確認は、料金等を明示した文書に患者側の署名を受けることにより行うものであること。なお、この文書は、当該保険医療機関が保存し、必要に応じ提示できるようにしておくこと。

患者に特別療養環境室に係る特別の料金を求めてはならない場合としては、具体的には以下の例が挙げられること（令和2年3月5日保医発0305第5号）。なお、3.に掲げる「実質的に患者の選択によらない場合」に該当するか否かは、患者又は保険医療機関から事情を聴取した上で、適宜判断すること。なお、「治療上の必要」に該当しなくなった場合等2.又は3.に該当しなくなったときは、制度の趣旨に従い、患者の意に反して特別療養環境室への入院が続けられることがないよう改めて同意書により患者の意思を確認する等、その取扱いに十分に配慮すること。
1. 同意書による同意の確認を行っていない場合（当該同意書が、室料の記載がない、患者側の署名がない等内容が不十分である場合を含む。）
2. 患者本人の「治療上の必要」により特別療養環境室へ入院させる場合
  - 救急患者、術後患者等であって、病状が重篤なため安静を必要とする者、又は常時監視を要し、適時適切な看護及び介助を必要とする者
  - 免疫力が低下し、感染症に罹患するおそれのある患者
  - 集中治療の実施、著しい身体的・精神的苦痛を緩和する必要のある終末期の患者
  - 後天性免疫不全症候群の病原体に感染している患者（患者が通常の個室よりも特別の設備の整った個室への入室を特に希望した場合を除く。）[7]
  - クロイツフェルト・ヤコブ病の患者（患者が通常の個室よりも特別の設備の整った個室への入室を特に希望した場合を除く。）
3. 病棟管理の必要性等から特別療養環境室に入院させた場合であって、実質的に患者の選択によらない場合
  - MRSA等に感染している患者であって、主治医等が他の入院患者の院内感染を防止するため、実質的に患者の選択によらず入院させたと認められる者の場合
  - 特別療養環境室以外の病室の病床が満床であるため、特別療養環境室に入院させた患者の場合[8]

患者が事実上特別の負担なしでは入院できないような運営を行う保険医療機関については、患者の受診の機会が妨げられる恐れがあり、保険医療機関の性格から当を得ないものと認められるので、保険医療機関の指定又は更新による再指定に当たっては、十分改善がなされた上で、これを行う等の措置も考慮すること。保険医療機関は、特別の療養環境の提供に係る病床数、特別の料金等を定期的に地方厚生（支）局長に報告するとともに、当該事項を定め又は変更しようとする場合には、別紙様式1により地方厚生（支）局長にその都度報告するものとすること（令和2年3月5日保医発0305第5号）。

### 外来診療
外来医療に係る特別の療養環境の提供については、特別の療養環境の適切な提供を確保するため、診療に要する時間が長時間にわたる場合に限り特別の療養環境を提供することができるものであること。具体的には、一連の診療に要する時間が概ね1時間を超える場合をいうものであること。また療養環境については、患者が特別の負担をする上でふさわしい療養環境である必要があり、次の要件を充足するものでなければならないこと（令和2年3月5日保医発0305第5号）。
- 特別療養環境室は完全な個室環境を生じさせることができるものに限られ、間仕切り等により個人の区画を確保するようなものは認められないこと。
- 患者が静穏な環境下で受診できる構造設備等が確保されていること。

特別の療養環境の提供は、患者への十分な情報提供を行い、患者の自由な選択と同意に基づいて行われる必要があり、患者の意に反して特別療養環境室における受診が強いられることのないようにしなければならないこと。このため、特別療養環境室は通常の診療室等における応需態勢を確保した上で提供される必要があり、通常の診察室が空いていない等の理由により特別療養環境室での受診が求められることのないようにしなければならないこと。なお、一定期間における複数回の受診について包括的に同意を得ることは差し支えないが、その際には期間等を明示した上で同意を確認すること。特別の療養環境の提供を受ける患者は他の患者に比べ予約の順位が優先されるなど、療養環境の提供以外の便宜を図ることは認められないこと（令和2年3月5日保医発0305第5号）。
入院診療における「実施上の留意点」「特別の料金を求めてはならない場合」「事実上特別の負担なしでは入院できないような運営を行う保険医療機関」については、外来診療についても準用される。

### 現況
2020年（令和2年）7月1日現在、特別の療養環境の選定療養費を徴収していると地方厚生（支）局長に報告された病床数が267,034で、当該医療機関における総病床数の19.9%にあたり、そのうち過半の182,246床が1人室（個室）となっている。1日当たりの徴収額の平均は6527円で、個室に限れば8221円、最高額は385,000円、最低額は50円であった。

## 差額ベッド代の高額な病院
差額ベッド代（1日、最高料金）の高額な上位10病院。全日本民主医療機関連合会発表（2004年）。
- 東京慈恵会医科大学附属病院 - 140,000円　131平方メートル
- NTT東日本関東病院 - 126,000円　63平方メートル
- 北野病院 - 105,000円　47平方メートル
- 聖路加国際病院 - 105,000円　36平方メートル
- 慶應義塾大学病院 - 84,000円　76平方メートル
- 大阪警察病院 - 84,000円　41平方メートル
- 住友病院 - 73,500円　57平方メートル
- 東京医科大学病院 - 68,250円　20平方メートル
- 東京女子医科大学病院 - 68,250円　30平方メートル
- 日本赤十字社医療センター - 68,250円　40平方メートル

## 問題点
特別療養環境室へ患者の希望でなく治療上の必要性により入院させたり、十分な説明なく入院させたにもかかわらず、差額室料を患者に請求している医療機関が多く、トラブルが頻発している。また、入院希望先に差額ベッドしか空きがなければ、他の病院を探すことを余儀なくされることもあり、患者の医療を受ける機会の平等を担保する方策について論議すべきとの主張がある。
一方で、全日本民主医療機関連合会（民医連）加盟病院、日本医療福祉生活協同組合連合会（医療福祉生協連）加盟病院、徳洲会病院など、差額ベッドを徴収しない病院も存在する。